# Margaretensee
Koordinaten: 51° 42′ 3″ N, 8° 22′ 0″ O

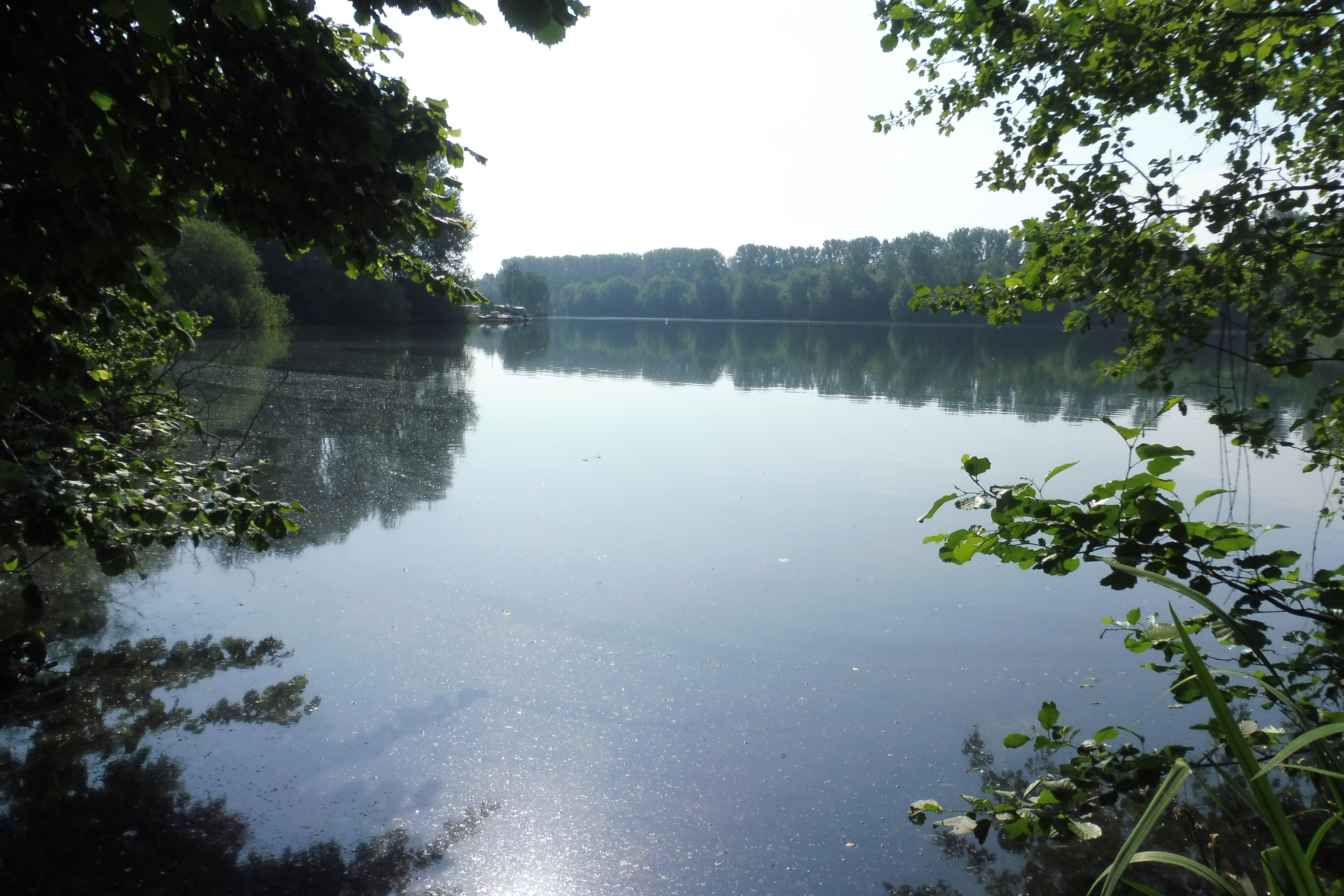
Margaretensee (Mai 2018)

Der Margaretensee ist ein See auf dem Gebiet der Stadt Lippstadt in Nordrhein-Westfalen. Der 18 Hektar große Baggersee entstand Ende der 1950er Jahre, als dort große Mengen an Erdreich für den Bau der Lippstädter Umgehungsstraße abgegraben wurden.
Der See liegt zum Teil im gleichnamigen Naturschutzgebiet. Dieses befindet im Stadtteil Lipperbruch westlich von Lipperode direkt an der am westlichen Rand verlaufenden B 55 und direkt am südlich und östlich verlaufenden Boker-Heide-Kanal. Unweit östlich verläuft die Landesstraße L 782 und nordöstlich erstreckt sich das 149,65 Hektar große Naturschutzgebiet Zachariassee. Der See ist ein beliebtes Naherholungsgebiet. Am Nordufer befindet sich ein Campingplatz.